# Mastercard Contactless

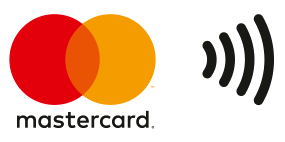
Логотип MasterCard Contactless

Mastercard Contactless (минула назва Mastercard PayPass) — це безконтактна технологія оплати основана на технології RFID, яка забезпечує швидкі розрахунки. Для оплати потрібно піднести до термінала картку MasterCard або пристрій з доданою в систему карткою і підтримкою PayPass. Оплата проходить миттєво, або за кілька секунд. Якщо сума менша за 500 грн, оплата здійснюється без вводу PIN-коду чи підпису на чеку. В ролі пристрою може бути смартфон, смарт-годинник тощо.

## Використання технології Mastercard Contactless
- Повідомте касира про свій намір оплатити безконтактно
- Коли термінал готовий до прийому платежу, просто піднесіть безконтактну картку Mastercard на відстань 1-2 см від екрану терміналу.
- Якщо сума покупки менша ніж 500 грн – оплату завершено.
- Якщо сума покупки більша ніж 500 грн, введіть PIN-код для підтвердження платежу.
- Звуковий та світловий сигнали терміналу повідомлять Вас, що оплату проведено.
- Підписувати чек не потрібно.

## Розповсюдження
Технологія безконтактної оплати Mastercard існує ще з 2003 року, в Україні з’явилася у 2011-му. Сьогодні безконтактні розрахунки – це світовий тренд. Картками та пристроями з технологією безконтактної оплати Mastercard можна розрахуватись у понад 5 млн торгових точок в 77 країнах світу.  Також в Україні з 17 травня 2018 року картки ПриватБанку з підтримкою MasterCard Contactless можна внести в Apple Pay, якщо на вашому iOS-пристрої встановлена iOS 11.3.1 і вище.

## Безпека
Система не спише гроші двічі за одну покупку, тому що термінал блокується, поки проводить платіж. Касир не використає дані з картки в злочинних цілях, тому що не бере її в руки. Шахраї не отримають інформацію про платіж, тому що кожна транзакція має унікальний динамічний код.